# پالی توینبی
مری لوییزا توینبی مشهور به پالی توینبی (به انگلیسی: Polly Toynbee) (زاده ۲۷ دسامبر ۱۹۴۶) روزنامه‌نگار و نویسنده بریتانیایی است. وی از سال ۱۹۹۸ مقاله‌نویس روزنامه گاردین بوده‌است.
او یک سوسیال دموکرات است و به طور کلی از حزب کارگر بریتانیا حمایت می‌کند، درحالیکه در بسیاری از مسائل خواستار حرکت بیشتر حزب به جناح چپ است. او در انتخابات سراسری ۲۰۱۰ خواستار رای دادن تاکتیکی برای ممانعت از از ورود محافظه‌کاران بود، با این امید که این امر موجب ائتلاف کارگر-لیبرال برای حمایت از نمایندگس تناسبی شود. او در ژوئیه ۲۰۰۷ به عنوان رئیس انجمن اومانیست بریتانیا انتخاب شد. در سال ۲۰۰۷ او 'مقاله‌نویس سال' مطبوعات بریتانیا نامیده شد.